# De hespendroger

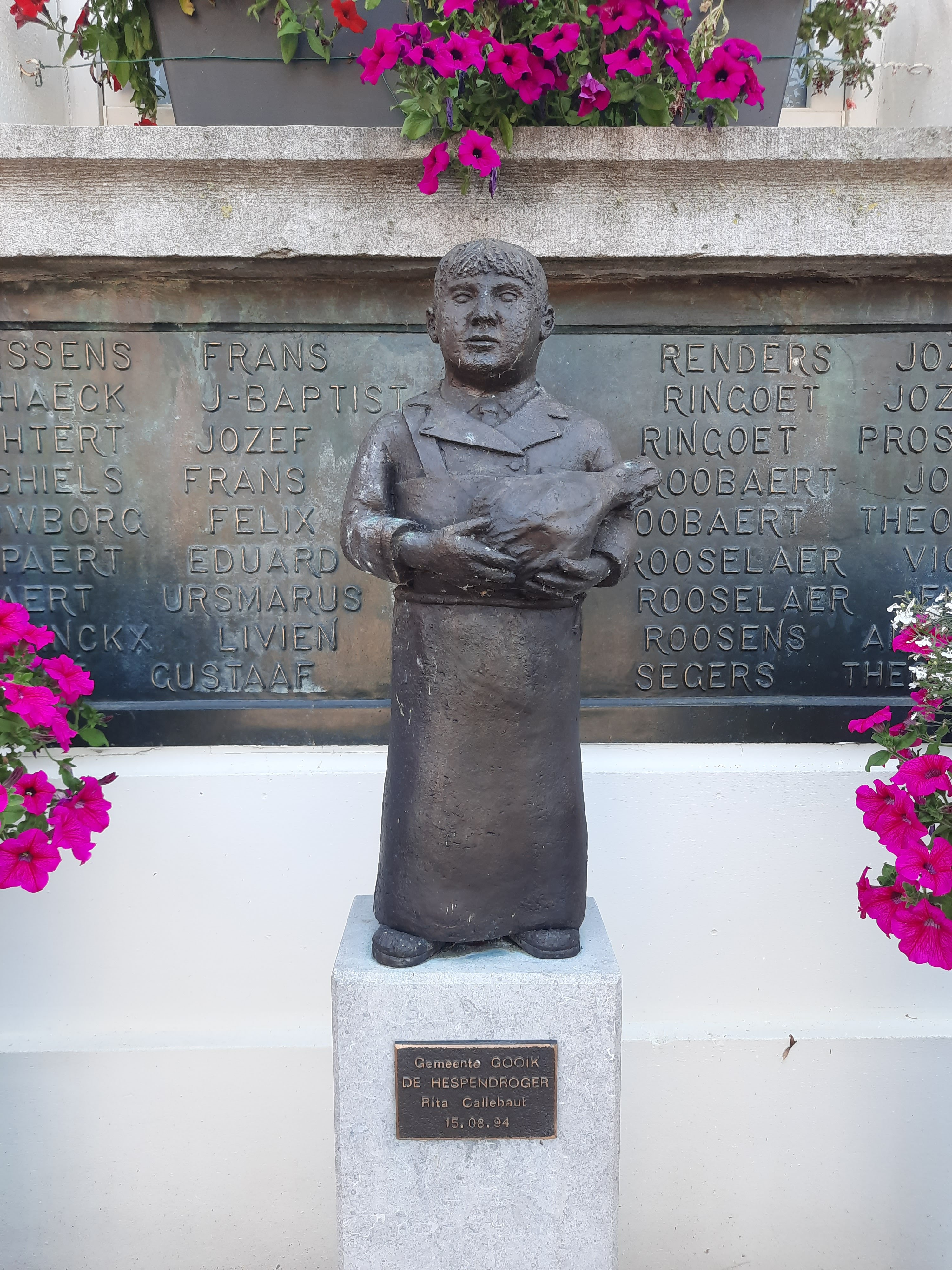
De hespendroger

De hespendroger is de naam van een standbeeld aan het gemeentehuis van Gooik. Het werk werd in 1994 vervaardigd door Rita Callebaut.

## Historiek
Het beeld stelt een 19e-eeuwse spekslager voor die een gedroogde ham op zijn schouder draagt. Dit is een verwijzing naar de spotnaam die de 'Gooikenaars' toegewezen kregen: 'de hespendrogers'. Gooik stond namelijk sinds lange tijd bekend voor zijn handel in ham. Ze legden de hesp, een Vlaams woord voor ham, te drogen in zout en verkochten deze op de naburige markten te Lennik en Halle. Met het beeldje, dat werd onthuld in 1994, wil men eer aandoen aan deze volkse traditie en bijnaam. Twee jaar later werd er nog een houten beeld van een hespendroger aan de gemeente geschonken. Het bevond zich vele jaren in de raadzaal van het gemeentehuis en werd vervaardigd door Jacques De Dobbeleer. Sinds de fusie tot Pajottegem in 2025 staat het houten beeld in de bureau van een maatschappelijk assistente bij de Dienst Welzijn (afdeling Gooik).
De bijnaam 'Hespendroger' komt vermoedelijk van de Lennikenaars, die wel eens 'windheren' werden genoemd vanwege hun schijnbaar meerderwaardigheidscomplex. Ze woonden namelijk in de schaduw van de Heer van Gaasbeek en waren bijgevolg bewoners van de kantonhoofdplaats. Zij bekeken op hun beurt de Gooikenaars als een "gierig volkje" dat hun gedroogde, gezouten ham wilden doorverkopen.